# Łoktysze
Łoktysze (biał. Лактышы; ros. Локтыши) – wieś na Białorusi, w obwodzie brzeskim, w rejonie hancewickim, w sielsowiecie Nacz.
W XIX w. opisywane jako miejscowość dość odludna. Jeszcze w 1926 do wsi nie dochodziła żadna utrzymywana droga. W dwudziestoleciu międzywojennym leżały w Polsce, w województwie poleskim, w powiecie łuninieckim, gminie Kruhowicze.
Obok wsi znajdują się stawy Łoktysze, będące gospodarstwem rybackim. W czasie jesiennych migracji są one duża ostoją czapli białej. W Łoktyszach mieści się muzeum antyalkoholowe AntyBachus.